# Бисер Петков
Бисер Христов Петков е български учен (икономист, доцент) и политик – бивш министър (2017 – 2019).

## Биография
Роден е в Михайловград на 6 септември 1963 г. През 1987 г. завършва специалността „Икономика и организация на вътрешната търговия“ във Висшия икономически институт „Карл Маркс“ в София.
Започва професионалния си път през 1988 г. като редовен преподавател в УНСС, където става доцент през 2012 г. Има над 30 научни публикации, включително учебници, монографии, доклади и др.
С решение на Народното събрание от 8 септември 2011 г. е избран за управител на Националния осигурителен институт.
Министър е на труда и социалната политика на България в третото правителство на Бойко Борисов от 4 май 2017 до 29 ноември 2019 г. На 11 юни 2018 г. Петков подава оставка пред премиера, който го уведомява на следващия ден, че следва да продължи изпълнението на служебните си задължения. Премиерът поисква и приема оставката му в края на ноември 2019 г.
Семеен е, има 2 деца.